# Кызылок, Фикрет
Фикрет Кызылок (10 ноября 1946, Стамбул — 22 сентября 2001, Стамбул) — турецкий рок-музыкант.

## Биография
Музыкой увлёкся во время учёбы в галатасарайском лицее. Первым музыкальным инструментом Кызылока стал аккордеон, на котором его учил играть отец одного из одноклассников.
После встречи с Джахитом Обеном в 1963 году начал играть на ритм-гитаре. Вместе они создали группу «Cahit Oben 4», помимо Кызылока и Обена в группу входили также Корай Октай, который играл на басовых инструментах и барабанщик Эрол Улаштыр. Группа выступала в ночном клубе «Çatı Gece Kulübü». Одновременно с выступлениями в клубе музыканты давали выступления на открытом воздухе. Первой песней «Cahit Oben 4» стала написанная под влиянием Битлз «I Wanna Be Your Man». Позднее группа распалась.
После распада группы Кызылок получил образование в области стоматологии, затем около года выступал вместе с Барышом Манчо прежде чем выпустить свой первый сольный сингл «Ay Osman — Sevgilim» . В 1970-х годах Кызылок сатл более тесно касаться в своих произведениях политических тем. Он положил стихи целого ряда активно выступавших на политические темы поэтов на музыку, в том числе, Ахмет Ариф («Vurulmuşum», 1971), Ашик Махзуни Шериф («Darağacı», 1975) и бывший премьер-министр Бюлент Эджевит. В альбом Кызылока «Not Defterimden» (1977) вошли его эксперименты с атональной музыкой и записи стихов Назыма Хикмета. Впрочем, быстро ухудшающаяся в 1970-х годах политическая ситуация в Турции, и запрет Эджевиту заниматься политической деятельностью после переворота 1980 года привели Кызылока к вынужденному перерыву в занятиях музыкой с 1977 по 1983 годы.
В 1998 году Кызылок пережил сердечный приступ, в том же году он закончил работу над альбомом «Mustafa Kemal — Devrimcinin Güncesi» и начал работу над альбомом, получившим рабочее название «Suya Yazılan Şarkılar», но завершить работу над ним музыканту не удалось. После сердечного приступа Кызылок прошёл курс лечения, но ему пришлось носить кардиостимулятор. В июле 2001 года Фикрет Кыылок пережил второй сердечный приступ, от последствий которого он умер в сентябре того же года.

## Творчество
Кызылок выпустил 13 золотых пластинок. Многие музыканты записали кавер-версии его песен. Среди них: Барыш Акарсу («Bu Kalp Seni Unutur mu?» и «Yeter Ki»), Фунда Арар («Haberin Var mı?»), Мехмет Эрдем («Bir Harmanım bu Akşam»), Mor ve Ötesi («Sevda Çiçeği»), Леман Сам и Шеввал Сам («Gönül»), и Сибель Сезал («Ben Gidersem»).

## Дискография
Совместно с Cahit Oben 4
- 1965: I Wanna Be Your Man / 36 24 36 (Ulaştır Plak)
- 1965: Silifke’nin Yoğurdu / Hereke (Diskofon Plak 5061)
- 1965: Makaram Sarı Bağlar / Halime (Hürriyet Gazetesi)

Fikret Kızılok ve Üç Veliaht (Fikret Kızılok and the Three Crown Princes)
- 1965: Belle Marie / Kız Ayşe (Diskofon Plak 5075)

Solo 45s
- 1967: Ay Osman — Sevgilim / Colours — Baby (Sayan FS-120)
- 1969: Uzun İnce Bir Yoldayım / Benim Aşkım Beni Geçti (Sayan FS-214)
- 1970: Yağmur Olsam / Yumma Gözün Kör Gibi (Sayan FS-220)
- 1970: Söyle Sazım / Güzel Ne Güzel Olmuşsun (Sayan FS-230)
- 1971: Vurulmuşum / Emmo (Grafson 3767)
- 1971: Gün Ola Devran Döne / Anadolu’yum (Grafson 4005, reissued as Coşkun Plak 1381)
- 1972: Leylim Leylim (Kara Tren) / Gözlerinden Bellidir (Grafson 4007)
- 1973: Köroğlu Dağları / Tutamadım Ellerini (Grafson 4010)
- 1973: Bacın Önde Ben Arkada / Koyverdin Gittin Beni (Şah Plak 5022)
- 1975: Anadolu’yum '75 / Darağacı (Şak Plak 5051)
- 1976: Biz Yanarız / Sen Bir Ceylan Olsan (Şak Plak 5055)

Fikret Kızılok ve Tehlikeli Madde
- 1974: Haberin Var mı / Kör Pencere — Ay Battı (Şah Plak 5029)
- 1974: Aşkın Olmadığı Yerde / İnsan mıyım Mahluk muyum Ot muyum (Şah Plak 5033)

Сольные альбомы
- 1977: Not Defterimden (Hey Plak 5008, reissued as Kalan Müzik CD 007)
- 1983: Zaman Zaman (Yonca 8038, reissued as Kalan Müzik CD 005)
- 1990: Yana Yana (unknown, reissued as Kalan Müzik CD 006)
- 1992: Olmuyo Olmuyo «Düşler» (Taç Plak)
- 1995: Demirbaş (Kalan Müzik)
- 1995: Yadigar (Kalan Müzik CD 034)
- 1998: Mustafa Kemal — Devrimcinin Güncesi (Kalan Müzik CD 111)

С Бюлентом Ортачгилем
- 1985: Çekirdek Hatırası — Biz Şarkılarımızı (Çekirdek Sanat Evi)
- 1986: Pencere Önü Çiçeği (Piccatura)
- 2007: Büyükler İçin Çocuk Şarkıları (Klik Müzik, выпущенный после смерти сборник, записанный TRT в 1987)

Сборники
- 1975: Fikret Kızılok — 1 (Türküola Almanya 0452)
- 1975: Fikret Kızılok (Saba Almanya 1456)
- 1992: Fikret Kızılok 1968’ler (Ada Müzik 076)
- 1992: Seçme Eserler — 68’ler 1 (Kalan Müzik)
- 1993: Seçme Eserler — 68’ler 2 (Kalan Müzik)
- 1999: Gün ola devran döne (Kalan Müzik CD 151)
- 2002: Dünden Bugüne: 1965—2001 (Sony Music 508 033 2)
- 2005: Fikret Kızılok (World Psychedelia Ltd WPC6-8493)
- 2007: Edip Akbayram — Fikret Kızılok (Coşkun Plak)

Детские альбомы
- 1996: Vurulduk Ey Halkım (Kalan Müzik)